# Слюзар Володимир Климентійович (священник)
Володимир Климентійович Слюзар (1898, с. Колодіївка, нині Україна — 26 березня 1952, Печорський трудовий табір, Республіка Комі, нині Росія) — український священник, релігійно-громадський діяч, слуга Божий греко-католицької церкви.

## Життєпис
Після закінчення гімназії студіював богословські науки у Львівській духовній семінарії. У травні 1932 році отримав священниче свячення від митрополита Андрея Шептицького в соборі святого Юра. Виконував душпастирські обов’язки у с. Сущин, був  катехитом у місцевій школі.  
Під час Другої світової війни переховував 5 родин євреїв.
Після Львівського псевдособору 1946 року відмовився переходити у російське православ'я. 
Заарештований 26 листопада 1947 року. 
Енцикліки Папи Пія ХІ "Про безбожний комунізм", яка зберігалась в отця, вистачило на засудження до 10 років концтаборів ГУЛАГу.
Після суду вивезений в один з найсуворіших концтаборів у Автономній республіці Комі. У тюрмі і концтаборі не припиняв душпастирську діяльність. Важка непосильна праця та нестерпні умови довели організм до дистрофії. 26 березня 1952 року помер.
Реабілітований 1 листопада 1993 року.

### Беатифікаційний процес
Від 2001 року триває беатифікаційний процес прилучення о. Володимира Слюзара до лику блаженних.